# Kalgeh Zār
Kalgeh Zār (persiska: کلگه زار) är en ort i Iran.   Den ligger i provinsen Khuzestan, i den centrala delen av landet, 600 km söder om huvudstaden Teheran. Kalgeh Zār ligger 497 meter över havet och antalet invånare är 689.
Terrängen runt Kalgeh Zār är kuperad åt sydväst, men åt nordost är den bergig. Runt Kalgeh Zār är det ganska tätbefolkat, med 62 invånare per kvadratkilometer. Närmaste större samhälle är Līkak, 10,6 km nordväst om Kalgeh Zār. Omgivningarna runt Kalgeh Zār är i huvudsak ett öppet busklandskap.